# Borrowed Husbands
Borrowed Husbands er en amerikansk stumfilm fra 1924 af David Smith.

## Medvirkende
- Florence Vidor som Nancy Burrard
- Rockliffe Fellowes som Dr. Langwell
- Earle Williams som Major Desmond
- Robert Gordon som Gerald Burrard
- Kathryn Adams som Edith Langwell
- Violet Palmer som Constance Stanley
- Alpheus Lincoln som Reeve Lewis
- Claire Du Brey som Peggy Fleurette
- Charlotte Merriam som Peggy Lewis
- J. W. Irving som Curtis Stanley
- Ynez Seabury